# Thomas Braut
Thomas Braut (Berlino, 22 maggio 1930 – Monaco di Baviera, 13 dicembre 1979) è stato un attore e doppiatore tedesco.
Attore che fu attivo principalmente in campo televisivo e teatrale, tra grande e - soprattutto - piccolo schermo, apparve in circa una settantina di differenti produzioni, a partire dalla fine degli anni cinquanta; era, tra l'altro, un volto noto al pubblico per essere apparso come guest-star in vari episodi della serie televisiva L'ispettore Derrick. Come doppiatore, prestò la propria voce ad attori quali Allan Bates, Claude Brasseur, Richard Burton, Johnny Cash, James Coburn, James Drury, Mark Forest, Giuliano Gemma, Gene Hackman, Dennis Hopper, Oliver Reed, Renato Salvatori, William Shatner, Adam Williams, ecc.
Fu il marito dell'attrice e doppiatrice Ursula Herwig (1935-1977).

## Biografia
Thomas Braut nasce a Berlino il 22 maggio 1930.
Dal 1949 inizia un corso biennale presso la Düsseldorfer Schauspielschule, corso diretto da Gustaf Gründgens.
Sempre nello stesso anno, ottiene un piccolo ruolo nell'opera teatrale di Friedrich Schiller Die Braut von Messina. In seguito, lavorerà nei teatri di Amburgo, Berlino, Colonia, Düsseldorf, Francoforte sul Meno, Monaco e Zurigo.
Nel 1957, fa il proprio debutto sul grande schermo, recitando nel film, diretto da Frank Wisbar, U-Boat 55 - Il corsaro degli abissi (Haie und kleine Fische).
Thomas Braut muore a Monaco di Baviera il 13 dicembre 1979 a causa di un arresto cardiaco a soli 49 anni.

## Filmografia parziale

### Cinema
- U-Boat 55 - Il corsaro degli abissi (Haie und kleine Fische), regia di Frank Wisbar (1957)
- Warum sind sie gegen uns? (1958)
- Vater, Mutter und neun Kinder (1958)
- Himmel, Amor und Zwirn, regia di Ulrich Erfuhrt (1960)
- 90 minuti dopo mezzanotte (90 Minuten nach Mitternacht), regia di Jürgen Goslar (1962)
- Un grosso uccello grigio azzurro (1970)
- Son of Hitler  (1979)

### Televisione
- Sie schreiben mit - serie TV (1958)
- Spiel im Schloß - film TV (1959)
- Schiffer im Strom - miniserie TV (1961)
- Stahlnetz - serie TV, episodio 04x01 (1961)
- Die Sache mit dem Ring - film TV (1961)
- Die Chorjungen von St. Cäcilia - film TV (1963)
- Slim Callaghan greift ein - serie TV, episodio 01x03 (1963)
- Hafenpolizei - serie TV, episodio 02x09 (1963)
- Das Kriminalmuseum - episodi 01x06-05x08 (1963-1967)
- Die fünfte Kolonne - serie TV, 5 episodi (1964-1966)
- Oberst Wennerström - film TV (1965)
- Fall erledigt - 'End of Conflict' - film TV (1965)
- Ein Riß im Eis - film TV (1967)
- Dreizehn Briefe - serie TV (1967)
- Verräter - miniserie TV (1967)
- Sir Roger Casement - serie TV, episodi 01x01-01x02 (1968)
- Polizeifunk ruft - serie TV, episodio 03x03 (1968)
- Alle Hunde lieben Theobald - serie TV, episodio 01x06 (1969)
- Goya - miniserie TV (1969)
- Der Kommissar - serie TV, episodio 1x12, regia di Theodor Grädler (1969)
- Die seltsamen Methoden des Franz Josef Wanninger - serie TV, episodio 05x06 (1970)
- Napoleon und Joghurt - film TV (1971)
- Frühbesprechung - serie TV, episodio 01x04 (1973)
- Graf Yoster gibt sich die Ehre - serie TV, episodio 04x12 (1974)
- Unser Walter - miniserie TV, 5 episodi (1974)
- Ein Haus für uns - Jugenderholungsheim - serie TV (1974)
- Kennwort: Fasanenjagd München 1945 - film TV (1975)
- Eurogang - serie TV, episodio 01x03 (1975)
- L'ispettore Derrick - episodio 02x09, regia di Alfred Weidenmann (1976)
- Der Anwalt -  serie TV, episodio 01x03, regia di Heinz Schirk (1976)
- Notsignale - serie TV, episodio 01x01 (1976)
- L'ispettore Derrick - episodio 03x10, regia di Alfred Weidenmann (1976)
- Notarztwagen 7 - serie TV, episodio 01x08 (1977)
- L'ispettore Derrick - episodio 04x07, regia di Zbyněk Brynych (1977)
- Das Projekt Honnef - film TV (1977)
- Il commissario Köster (Der Alte) - serie TV, episodio 01x09, regia di Alfred Vohrer (1977)
- MS Franziska - serie TV, episodi 01x02-01x04 (1978)
- Der Unbekannte - film TV (1978)
- L'ispettore Derrick - episodio 05x12, regia di Helmuth Ashley (1978)
- Ausgerissen! Was nun? - serie TV, episodio 01x02 (1979)
- L'ispettore Derrick - episodio 06x07, regia di Alfred Vohrer (1979)
- L'ispettore Derrick - episodio 06x09, regia di Helmuth Ashley (1979)
- Krelling - serie TV (1980)
- Auf Achse - serie TV, episodio 01x02 (1980)